# Знаменка (Тамбовска област)
Вижте пояснителната страница за други значения на Знаменка.
Знаменка е селище от градски тип в западна Русия, Тамбовска област. Административен център на Знаменски район. Населението на града към 1 януари 2018 година е 5623 души. Над река Цна.